# エセキエル・レスカルダニ
エセキエル・エディソン・レスカルダニ（スペイン語: Ezequiel Edison Rescaldani、1992年6月11日 - ）は、アルゼンチンの元サッカー選手。現役時代のポジションはFW。

## クラブ歴
地元のサルミエント・デ・レオネスでサッカーを始め、インスティトゥートACコルドバ、CAベルグラーノの下部組織に在籍した。2009年8月にトライアルからCAベレス・サルスフィエルドの下部組織に加入。2010年9月24日にフアン・マヌエル・マルティネスと交代で途中出場しプロ初出場。2012年3月16日にシーズン終了までの期限でキルメスACにレンタルで加入。キルメスではレギュラーとして活躍し、6月16日にプロ初得点をこのクラブで記録した。
2014年1月31日に4年延長オプションつきの6ヶ月の契約でリーガ・エスパニョーラ・プリメーラ・ディビシオンのマラガCFに加入。3月31日にフランシスコ・ポルティージョと交代で途中出場しスペインデビュー。2015年6月19日にリーガMXのプエブラFCに1シーズンの期限付き移籍。しかし2016年初めにはレンタル移籍先がキルメスに変更となった。
2016年夏にアトレティコ・ナシオナルに加入。

## タイトル
ベレス・サルスフィエルド
- プリメーラ・ディビシオン: 2011クラウスーラ, 2012イニシアル

プエブラ
- スーペルコパMX: 2015

アトレティコ・ナシオナル
- コパ・リベルタドーレス: 2016
- コパ・コロンビア: 2016